# Egyptsko-chetitská mírová smlouva

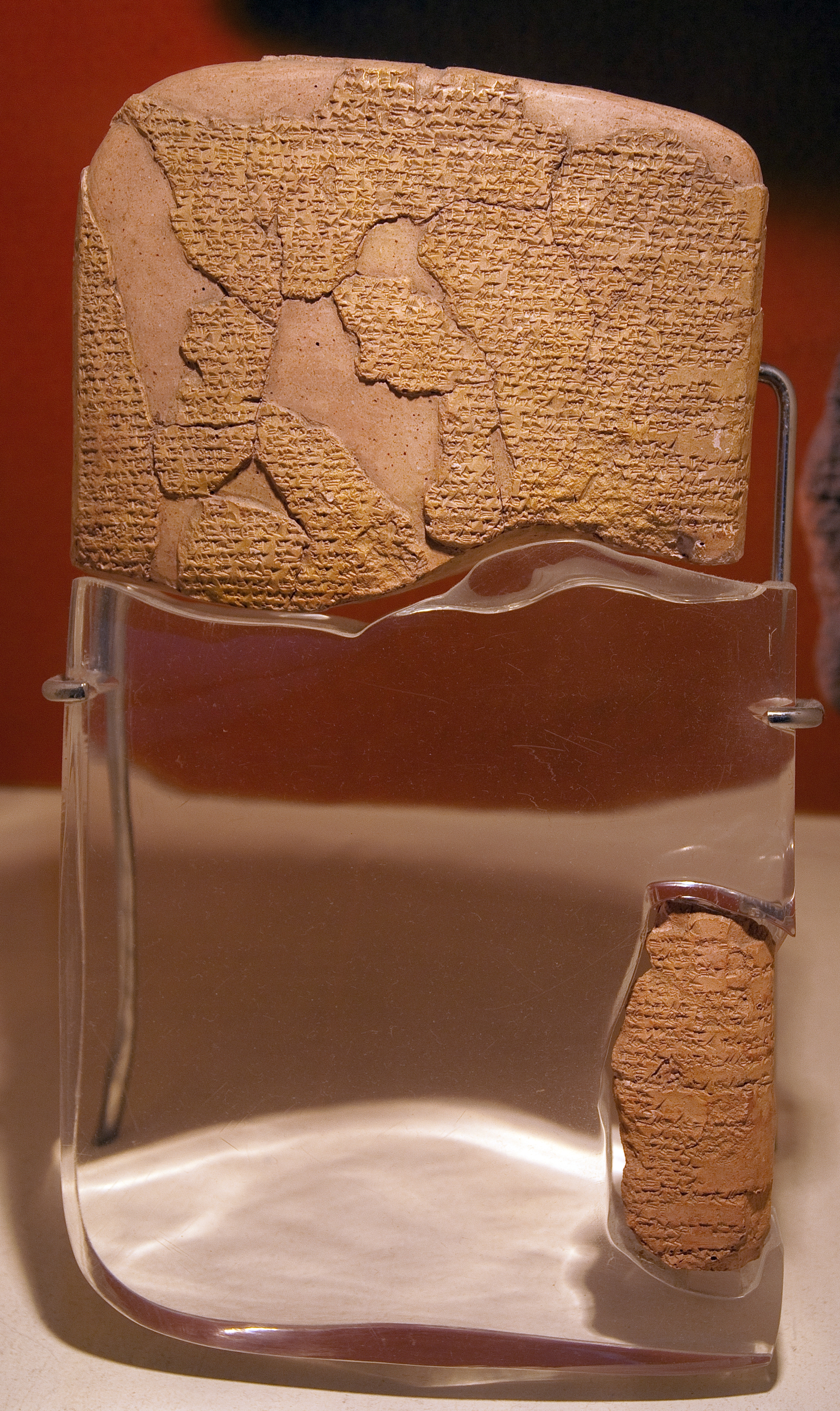
Mírová smlouva mezi Ramesse II. a Chattušilišem III.

Egyptsko-chetitská mírová smlouva je mírová smlouva a současně spojenecká dohoda uzavřená mezi staroegyptským panovníkem 19. dynastie Ramesse II. a chetitským králem Chattušilišem III. ve 21. roce Ramesseho vlády (časové zařazení se různí, Břetislav Vachala uvádí jako pravděpodobnou dataci prosinec 1270 př. n. l.). Smlouva ukončila nejasné a napjaté vztahy mezi oběma státy panující od nerozhodné bitvy u Kadeše v době, kdy Chetité byli ohrožováni vzrůstem moci Asýrie, a byla oběma stranami dodržována až do zániku chetitské říše. Vychází z předovýchodní a mezopotámské právní tradice a je pokládána za první historicky doložený dokument skutečně mezinárodního práva. Její výjimečnost tkví i v tom, že (jak bylo již zmíněno) nebyla nikdy porušena a obě strany ji dodržovaly, a to až do zániku Chetitské říše roku 717 př. n. l., tedy o víc než 500 let později.